# Wacken Open Air
A Wacken Open Air (röviden W:O:A) a világ egyik legnagyobb nyári metálzenei fesztiválja. Évente rendezik meg egy németországi, Schleswig-Holstein tartománybeli településen, Wackenben. A fesztivál vonz minden metálzenei rajongót, főleg a black, death, thrash, gothic, folk és nu metal, továbbá a metalcore és a hard rock követőit.
Az első Wackent 1990-ben rendezték meg, és 1998 körül vált Európa és a világ egyik legmeghatározóbb metáleseményévé. Több nagyobb méretű kemping öleli körül a központban álló fesztiválterületet, ahol 3 szabadtéri színpadon és egy sátorban mintegy 70-80 zenekar gondoskodik a látogatók szórakoztatásáról.

## 1990
A Wacken Open Air 1990 volt a legelső inkarnációja a fesztiválnak, augusztus 24-én, pénteken és augusztus 25-én, szombaton lett megtartva.
| Fellépők |                                                    |
| Péntek   | Szombat                                            |
| Skyline  | 5th Avenue Ax'n Sex Motoslug Sacret Season Wizzard |

## 1991
A Wacken Open Air 1991 augusztus 23-án, pénteken és augusztus 24-én, szombaton lett megtartva.
| Fellépők                                 |                                  |
| Bon Scott Gypsy Kyss Kilgore Life Artist | Ruby Red Shanghai'd Guts Skyline |

## 1992
A Wacken Open Air 1992 augusztus 21-én, pénteken és augusztus 22-én, szombaton lett megtartva.
| Fellépők | |
| 5th Avenue Asmodis Ax'n Sex Bad Sister Bai Bang Blind Guardian De La Cruz Doc Eisenhauer Dr. Hörp Eddie E. Highlander Ides of March Incubator | Jolly Hangman Mama's Boys Morbid Mind Motoslug Pagan Spell Paradise Play'n'Bleed Saitensprünge Saxon Störspatzen of Des STS 8 Mission The Waltons Vivian |

## 1993
A Wacken Open Air 1993 péntektől vasárnapig, augusztus 20-22-ig tartott. Fő fellépő volt Doro és a Fates Warning
| Main Stage                                                    | |                                                            |
| Péntek                                                        | Szombat | Vasárnap                                                   |
| Piracee Railway Gorefest Skew Siskin Riverdogs Doro Bon Scott | Heavenward Restless Blondes Saintcatee Warpath Plan B Jingo de Lunch Trespass Holocaust Fates Warning Highlander | Abi Wallenstein Toy RAX Bad Sister Châlice Vivian Ax'n Sex |

| Party Stage                                                                             | |
| Péntek                                                                                  | Szombat |
| Fast Lover Blue Velvet Bai Bang Samael Gary Hughes Sahara Ballroom Bones Stoney Rudolph | Torment Grinning Sinner Häwi Mädels Jack's Hammer Noisy Act of Protest Michael Dickes (akusztik) Riverdogs (akusztik) Buddy Lackey Sahara 5th Avenue |

## 1994
A Wacken Open Air 1994 augusztus 19-én, pénteken és augusztus 20-án, szombaton lett megtartva, fő fellépő a Paul Di'Anno's Killers volt.
| Main Stage                              |                                                                                         |
| Péntek                                  | Szombat                                                                                 |
| Suiciety Pagandom Skyclad The Tea Party | Saintcatee Chemical Breath Decision D U.K. Subs Gamma Ray Rausch Paul Di'Anno's Killers |

| Party Stage | |
| Friday | Saturday |
| Moray Many Acts of Maniacs Deceased Stoney Rudolph & The Happy McCardies Hannes Bauer & Orchestra The Waltons Tears for Beers | Roan Riff Raff Easy Livin' (Uriah Heep és Markus Grosskopf) Torment Ace Öf Spades Ken Tamplin Prollhead Atrocity Dixie Gunworks |

## 1995
A Wacken Open Air 1995 május 19-én, pénteken és május 20-án, szombaton lett megtartva, fő fellépő volt a D:A:D és a Tiamat.
| Lineup | | |
| 5th Avenue Amentia Angra Bad Sister Châlice Creep D:A:D Dark at Dawn Das Auge Gottes Depressive Age Dixie Gunworks | Ghosts of Dawn Graue Zellen Hate Squad Laberinto More About Dogs Morgoth Paragon Phantoms of Future Pothead Power of Expression Pretty Maids | Prime Rape Revelation Schweisser Solitude Aeturnus Temple of the Absurd Tiamat Trauma Trieb Vanden Plas Vocation |

## 1996
A Wacken Open Air 1996 augusztus 9-én, pénteken és augusztus 10-én, szombaton lett megtartva, fő fellépő a Böhse Onkelz volt.
| Double Main Stage                                                              |                                                                               | | |
| Péntek                                                                         | Péntek                                                                        | Szombat                                                                                             | Szombat                                                                                                   |
| Grind Machine Big Nothing Desert Storm Bad Sister Dice Grave Digger Pyogenesis | Gorefest The Gathering The Exploited Crematory Kreator Tom Angelripper Asylum | Gorn Ricochet Whils Sieges Even Dritte Wahl Temple of the Absurd Manos Secret Discovery Vicki Vomit | Atrocity Randalica Schweisser Oomph! Kingdom Come Dimple Minds Böhse Onkelz Tom Angelripper Ramones Mania |

## 1997
A Wacken Open Air 1997 augusztus 8-án, pénteken és augusztus 9-én, szombaton lett megtartva. Fő fellépő a Motörhead volt.
| Double Main Stage                                                               |                                                                                 |                                                                         | |
| Péntek                                                                          | Péntek                                                                          | Szombat                                                                 | Szombat |
| Aion Undish Lake of Tears Dissection Virgin Steele Dimmu Borgir Saviour Machine | Sodom Theatre of Tragedy Samael Therion Rage & Lingua Mortis Orchestra Love Gun | Scanner Hassmütz Zed Yago Raven Tank Sinner U.D.O. Iron Savior Overkill | Birth Control HammerFall Waltari Grave Digger Amorphis Motörhead Rock Bitch Subway to Sally Tom Angelripper |

| W.E.T. Stage                                                                                | |
| Péntek                                                                                      | Szombat |
| Don Bosco Steiger Paunch Sceptic Acceptance Mummlox In Flames Dismember Late September Dogs | Entrust Gainsay Headcase Fox Force Five The Automanic Totenmond Torment Umbra et Imago Grinning Sinner Soilent Green |

## 1998
A Wacken Open Air 1998 augusztus 7-én, pénteken és augusztus 8-án, szombaton lett megtartva. Fő fellépők voltak: Savatage, J.B.O., Blind Guardian és Doro.
| Double Main Stage                                                                          |                                                                                | | |
| Péntek                                                                                     | Péntek                                                                         | Szombat | Szombat |
| Metal Worx Angel Dust Unrest Fair Warning Arch Enemy Iron Savior Sweet Savage Stratovarius | Blitzkrieg Cradle of Filth Anvil Doro Warrior J.B.O. Goddess Of Desire Haggard | Sweet Noise Lacuna Coil Hollow Rough Silk Stahlhammer Holy Mother Primordial Sentenced Sacred Steel Bonfire Pegazus Gamma Ray | Voivod (elmaradt) Virgin Steele Primal Fear Iced Earth Exciter Blind Guardian Riot Savatage Atrocity (elmaradt) Tom Angelripper In Extremo |

| W.E.T./Black Stages                                                                                | | | |
| Péntek                                                                                             | Péntek                                                                                                  | Szombat | Szombat |
| Third Teeth Incubator Telltalehard Custard God Dethroned Soulburn Stigmata IV Dew-Scented Darkseed | Krabathor Manos Children of Bodom Am I Blood Benediction Tankard Crematory Skyclad Temple of the Absurd | Murder One Lost Resistance Night in Gales Silent Scream Suidakra Borknagar Postmortem Old Man's Child Crack Up Raise Hell Disbelief Sadist | Heavenwood Agathodaimon Skyclad Hades Almighty Dritte Wahl Gorgoroth Vader Covenant Hypocrisy Grober Spass |

## 1999
A Wacken Open Air 1999 augusztus 5-től, csütörtöktől szombatig, augusztus 7-ig tartott. 
| Double Main Stage                    | | |
| Csütörtök                            | Péntek | Szombat |
| Death SS Fates Warning Spock’s Beard | Edguy Witchery Leatherwolf Blind Passengers Dokken Crematory U.D.O. Destruction HammerFall Mayhem Rage Mercyful Fate Saxon In Extremo Tygers of Pan Tang | Dr. Death Marshall Law Amon Amarth Wardog Tristania Metalium In Flames The Bullheadz The Gathering Primal Fear Subway to Sally Axel Rudi Pell Six Feet Under Pretty Maids Cannibal Corpse Metal Church Atrocity Dee Snider (elmaradt) D:A:D Dimmu Borgir Therion & Orchestra Onkel Tom |

| History Stage | Party Stage | Party Stage |
| Péntek | Péntek | Szombat |
| In Aeternum Graveworm House of Spirits Eisregen Sinister Temple of the Absurd Pariah Freedom Call Warhammer Die Apokalyptischen Reiter Enslaved The Waltons Vicki Vomit | Powergod Totenmond Richthofen Roland Grapow & Band Sinner Girlschool Napalm Death Eläkeläiset Reverend Jürgen & Igor | The Crown Memory Garden Threshold Dark Tranquillity Marduk Angra Axxis Jaguar Nevermore Warrant Umbra et Imago |

| W.E.T. Stage     |                                                                                                 | |
| Csütörtök        | Péntek                                                                                          | Szombat |
| Tankwart Skyclad | Paragon Bewitched The Sygnet Brainstorm Mystic Circle Killers Immortal God Dethroned Jag Panzer | Mindfeed Paradox Lefay Labyrinth Steel Prophet Agent Steel Destiny's End Razor Torment Solitude Aeturnus Whiplash |

## 2000
A Wacken Open Air 2000 augusztus 3-tól, csütörtöktől szombatig, augusztus 5-ig tartott.
| Double Main Stage                          | | |
| Csütörtök                                  | Péntek | Szombat |
| Krokus Molly Hatchet The Company of Snakes | Vader Samson Dark Funeral Royal Hunt Umbra et Imago Angel Witch Dee Snider Marduk Rhapsody Immortal Stratovarius Overkill Iced Earth Hypocrisy Gamma Ray Six Feet Under | Dark Age Freedom Call Immolation (elmaradt) Agro Labyrinth Ancient Blaze Sentenced Lizzy Borden Entombed Nightwish Morbid Angel Doro Rose Tattoo Thin Lizzy Venom Zakk Wylde Chantal Chevalier Onkel Tom |

| Party Stage                                                                  | |
| Péntek                                                                       | Szombat                                                                                                  |
| Dark at Dawn Gaskin October 31 Desperados Pink Cream 69 Artillery Liege Lord | SHARD Late Nite Romeo Agathodaimon Pain Solstice Demon Spiritual Beggars Heir Apparent Raise Hell Engine |

| W.E.T. Stage                                                            | |
| Péntek                                                                  | Szombat |
| Deranged Savage Lock Up Grim Reaper Praying Mantis Black Sweden Breaker | Mob Rules Nightmare Steel Attack Squealer Vanishing Point Hades Jacob's Dream Skew Siskin Knorkator Twisted Tower Dire |

## 2001
A Wacken Open Air 2001 augusztus 2-től, csütörtöktől szombatig, augusztus 4-ig tartott.
| Double Main Stage                          | | |
| Csütörtök                                  | Péntek | Szombat |
| Knight Errant Finntroll Crematory W.A.S.P. | Deceased Stygma IV Carnal Forge Lacuna Coil Holy Moses Napalm Death Exciter Primal Fear Paul Di’Anno Nevermore Overkill Therion Helloween Saxon Dimmu Borgir | Warhammer Cryptopsy Brainstorm Dark Tranquillity Metalium Culprit Annihilator Rage Subway to Sally Grave Digger In Flames Nightwish HammerFall Motörhead Sodom |

| Party Stage | |
| Péntek | Szombat |
| Nostradameus Nightfall Soilwork Blackshine Cage Kamelot Nasum Exhumed Sonata Arctica Mortician Desaster The Haunted Exumer Rawhead Rexx | Trail of Tears Deströyer 666 Vintersorg Krisiun Soul Doctor Tad Morose Artch Tankard Jag Panzer Naglfar Opeth Death SS Die Apokalyptischen Reiter Mägo de Oz |

| W.E.T. Stage | |
| Péntek | Szombat                                                                                             |
| Bionix Crystal Shark 16 Hell Ventiler Smoke Blow Sacraphyx Circle of Grief Wizard (elmaradt) Behemoth Silent Force | Kju The Traceelords Chinchilla The Centre of Gravity Paragon Lost Horizon Arch Enemy Night in Gales |

## 2002
A Wacken Open Air 2002 augusztus 1-től, csütörtöktől szombatig, augusztus 3-ig tartott.
| Double Main Stage                             | | |
| Csütörtök                                     | Péntek | Szombat |
| Messiah Kiss Kotipelto Blaze Doro Rose Tattoo | Stormwarrior Vomitory Domine Necrophobic Iron Savior Debris Inc. Angra Dying Fetus Pretty Maids Borknagar Savatage Destruction Bruce Dickinson Children of Bodom J.B.O. In Extremo Warlord | Stormwitch Criminal Wizard Amon Amarth Vicious Rumors Macabre Nuclear Assault Immortal Exodus Hypocrisy Edguy Cannibal Corpse Blind Guardian Kreator U.D.O. Onkel Tom |

| Party Stage | |
| Péntek | Szombat |
| Avalanch Dornenreich Wolf Rebellion Metalucifer Nocturnal Rites Lock Up Dimple Minds Megaherz Dragonlord Pungent Stench Torfrock My Dying Bride Candlemass Red Aim | Rottweiler Evergrey Mezarkabul Thunderstone Angel Dust Shakra Falconer Vanden Plas Sinergy Sabbat Heathen Unleashed Blitzkrieg Green Carnation Haggard |

| W.E.T. Stage                                                                                                | |
| Péntek | Szombat |
| Antagonist Justice Withering Surface Fleshcrawl Alabama Thunderpussy Heavenly Mob Rules Primordial Eisregen | Victims of Madness Centre of Gravity Kalmah Hollenthon Vision Divine Dream Evil Suidakra Mörk Gryning Nightmare |

## 2003
A Wacken Open Air 2003 július 31-től, csütörtöktől szombatig, augusztus 2-ig tartott.
| Double Main Stage                                       | | |
| Csütörtök                                               | Péntek | Szombat |
| Circle II Circle Annihilator Victory Saxon Running Wild | Dew-Scented Extreme Noise Terror The Crown Diamond Head Dismember Freedom Call Sentenced Primal Fear Testament Gamma Ray In Flames Twisted Sister Subway to Sally | Sinister Thyrfing Malevolent Creation Metalium Carpathian Forest Masterplan Soilwork Rage Dark Funeral Stratovarius Nile Slayer Vader Onkel Tom |

| Party Stage                                                                              |                                                                                 |
| Péntek                                                                                   | Szombat                                                                         |
| The Quill Seventh One Dark Age Lotto King Karl Die Apokalyptischen Reiter Assassin Lordi | Raunchy Twisted Tower Dire Evidence One Eidolon Kataklysm Sinner Sonata Arctica |

| W.E.T. Stage                                                                 | |
| Péntek                                                                       | Szombat |
| Obscenity V8 Wankers Psychopunch Oratory Raise Hell Symphorce Rotting Christ | Human Fortress Graveworm Callenish Circle Cryptic Wintermoon Bai Bang Ancient Rites Heaven Shall Burn Darkane Breed 77 |

## 2004
A Wacken Open Air 2004 augusztus 5-től, csütörtöktől szombatig, augusztus 7-ig tartott.
| Double Main Stage                      | | |
| Csütörtök                              | Péntek | Szombat |
| Zodiac Mindwarp Motörhead Böhse Onkelz | Orphanage Paragon Cathedral Weinhold Arch Enemy Brainstorm Mayhem Grave Digger Feinstein / The Rods Dio Destruction Doro Warlock Amon Amarth | Bal-Sagoth Death Angel Unleashed Anthrax Cannibal Corpse Nevermore Hypocrisy Helloween Children of Bodom Saxon Satyricon & Nocturno Culto J.B.O. |

| Party Stage                                                   |                                                                          |
| Péntek                                                        | Szombat                                                                  |
| Mnemic Raunchy Dionysus Satan Kotipelto Eläkeläiset Quireboys | Mystic Prophecy Ektomorf After Forever Thunderstone Knorkator Schandmaul |

| W.E.T. Stage                                                                                                   |                                                                                      |
| Péntek | Szombat                                                                              |
| Methedras Vanguard Artefact Engine of Pain Gutbucket Astral Doors Hobbs' Angel of Death Misery Index Sufferage | Dr. Rock Everfest Thora Voodoma Supersoma Reckless Tide Gun Barrel Disbelief Griffin |

## 2005
A Wacken Open Air 2005 augusztus 3-tól, szerdától szombatig, augusztus 6-ig tartott.
| Double Main Stage                     | | |
| Csütörtök                             | Péntek | Szombat |
| Tristania Candlemass Oomph! Nightwish | Naglfar Morgana Lefay Illdisposed Sonata Arctica Bloodbath Metal Church Obituary Edguy Within Temptation Machine Head Apocalyptica Corvus Corax Samael | Zyklon DragonForce Suffocation Overkill Dissection Axel Rudi Pell Marduk HammerFall Kreator Accept Sentenced Stratovarius Sputniks Onkel Tom |

| Party Stage                                                            |                                                                       |
| Péntek                                                                 | Szombat                                                               |
| Mercenary Marky Ramone Ensiferum Hanoi Rocks Eisregen Gorefest Turisas | Mob Rules Count Raven Holy Moses Finntroll Equilibrium Torfrock emKay |

| W.E.T. Stage        | | |
| Csütörtök           | Péntek | Szombat |
| Doomfoxx Hatesphere | Victims of Madness Snake Eye Gorilla Monsoon Sinners Bleed Hatedrive Vanguard Saeko Suidakra Reckless Tide Mucc Cataract Metalium Potentia Animi Teräsbetoni Contradiction | Stigma Unleash the Fury Manifest Agonizer Tuatha de Danann Machine Men Hard Time Panic Cell Noise Forest Regicide Endhammer Primordial Endstille Goddess of Desire |

| Jim Beam Stage |                  |          |
| Csütörtök      | Péntek           | Szombat  |
| Mambo Kurt     | Doomfoxx Los Los | Doomfoxx |

## 2006
A Wacken Open Air 2006 augusztus 2-től, szerdától szombatig, augusztus 5-ig tartott.
| Double Main Stage                                       | | |
| Csütörtök                                               | Péntek | Szombat |
| Faster Inferno Victory Michael Schenker Group Scorpions | Mystic Circle Wintersun Legion of the Damned Danko Jones Six Feet Under Nevermore Opeth In Extremo Carnivore Children of Bodom Celtic Frost Ministry Amon Amarth | Aborted Caliban Arch Enemy Fear Factory Morbid Angel Gamma Ray Soulfly Whitesnake Emperor Motörhead Finntroll Subway to Sally |

| Party Stage                                                                                   |                                                                                      |
| Péntek                                                                                        | Szombat                                                                              |
| End of Green Born From Pain Ektomorf Soilwork Vaxination Korpiklaani D'espairsRay Primal Fear | Metal Church Bloodthorn Orphaned Land Atheist Die Apokalyptischen Reiter Rose Tattoo |

| W.E.T. Stage |                                                                         | | |
| Szerda       | Csütörtök                                                               | Péntek | Szombat |
| Mambo Kurt   | Gutlock Malefactor Transilvanian Beat Club Mortal Sin C.O.R. Mambo Kurt | Monster Joe Würm Cadaveric Crematorium Kottak Nikki Puppet Gorilla Monsoon Fleshgore Vreid Krypteria Dezperadoz Hellfueled Metal Inquisitor Battlelore | Morbus Gravis Drone Infinight The Dogma Suidakra Tourettes We Lake of Tears Krieger Obscenity Delirious Forever Slave |

## 2007
A Wacken Open Air 2007 augusztus 1-től, szerdától szombatig, augusztus 4-ig tartott. A fesztivál fő fellépői a Blind Guardian, a Saxon, az Iced Earth és az Immortal voltak.
| Double Main Stage                  | | |
| Csütörtök                          | Péntek | Szombat |
| Blitzkrieg Rose Tattoo Sodom Saxon | Suidakra Amorphis Napalm Death Therion Possessed Grave Digger Turbonegro J.B.O. Lacuna Coil Blind Guardian Dimmu Borgir Iced Earth Die Apokalyptischen Reiter | Sonic Syndicate Sacred Reich Moonspell Stratovarius Dir en grey Rage Destruction Type O Negative Immortal In Flames Cannibal Corpse Subway to Sally |

| Party Stage                                                                 |                                                                              |                                                                           |
| Csütörtök                                                                   | Péntek                                                                       | Szombat                                                                   |
| The Sorrow Narziss Neaera Animal Alpha All That Remains Hatesphere Overkill | The Black Dahlia Murder Communic Volbeat Falconer Enslaved Schandmaul Samael | Disillusion Heaven Shall Burn Dimension Zero Norther Stormwarrior Haggard |

| W.E.T. Stage |                                                                                          | | |
| Szerda       | Csütörtök                                                                                | Péntek | Szombat |
| Mambo Kurt   | Krossbreed Wargasm Roots of Death Gutbucket Týr Letzte Instanz Electric Eel Shock Maroon | Red Ink Corruption Ecliptica Crystal Blaze Torture Squad Mennen Drone Pharao Sabbat Chthonic Black Majesty The Answer Belphegor Sahg Fastway Kampfar | Sheephead Fracture Abstract Rapture Mythlorian Fair to Midland Secrets of the Moon The Vision Bleak Swallow the Sun Turisas Benedictum Moonsorrow Municipal Waste Unheilig 1349 Vital Remains |

## 2008
A Wacken Open Air 2008 július 30-tól, szerdától szombatig, augusztus 2-ig tartott. Fő fellépők: Iron Maiden, Children of Bodom, Avantasia és Nightwish.
| Double Main Stage                                                | | |
| Csütörtök                                                        | Péntek | Szombat |
| Girlschool Lauren Harris Airbourne Avenged Sevenfold Iron Maiden | Grave Mortal Sin Job for a Cowboy Unearth Ensiferum Kamelot Soilwork Sonata Arctica Opeth Children of Bodom Corvus Corax Avantasia Gaahl és King ov Hell (Gorgoroth-ként) | 3 Inches of Blood Sweet Savage Holy Moses Exodus Hatebreed As I Lay Dying Carcass Killswitch Engage At The Gates Nightwish Kreator Lordi |

| Party Stage                                           |                                                                    |                                                           |
| Csütörtök                                             | Péntek                                                             | Szombat                                                   |
| Mustasch Nashville Pussy Sturm und Drang Leaves' Eyes | Primordial Cynic Headhunter Sabaton Massacre The Haunted Crematory | Machine Men Mercenary Obituary Krypteria girugämesh Axxis |

| W.E.T. Stage                             |                                         | | |
| Szerda                                   | Csütörtök                               | Péntek | Szombat |
| Threat Metakilla Sweet Savage Mambo Kurt | Concept Insomnia Negură Bunget Alestorm | The Fading The Rotted Destructor Autumn Stam1na Psychopunch Nifelheim van Canto Saltatio Mortis Excrementory Grindfuckers | Ripsaw Evocation Before the Dawn Enemy of the Sun Powerwolf Warbringer Torture Squad Dream of an Opium Eater Watain Lord Belial The Bones |

## 2009
A Wacken Open Air 2009 július 29-től, szerdától szombatig, augusztus 1-ig tartott.
| Double Main Stage                                   | | |
| Csütörtök                                           | Péntek | Szombat |
| Skyline Schandmaul Der W Running Wild Heaven & Hell | Vreid UFO Endstille Gamma Ray Walls of Jericho Nevermore Airbourne HammerFall Bullet For My Valentine Motörhead In Flames Doro Amon Amarth | Einherjer Rage Cathedral Testament Heaven Shall Burn Axel Rudi Pell In Extremo Volbeat Machine Head Saxon GWAR Subway to Sally |

| Party Stage                       |                                                                            |                                                        |
| Csütörtök                         | Péntek                                                                     | Szombat                                                |
| D-A-D J.B.O. BossHoss Lacuna Coil | Napalm Death Retrospect Tristania DragonForce Coheed and Cambria Epica ASP | Suidakra Onkel Tom Borknagar Pain Enslaved Korpiklaani |

| W.E.T. Stage                                               |                                                                  | | |
| Szerda                                                     | Csütörtök                                                        | Péntek | Szombat |
| Victims of Madness Bai Bang Bon Scott Onkel Tom Mambo Kurt | X-Plod Furion 5th Avenue The Waltons Drone Bloodwork Grand Magus | Leave Scars Reason to Kill Ade Insidead Scarred Kielwater Irr Beneath Silence Means Death Callejón Bring Me the Horizon Whiplash Nervecell Insidious Disease Eths Sarke Pentagram | None Cadaver Race A Fine Day to Exit Crisix (Crysys) T.A.N.K (Think of A New Kind) Trinitys Blood Ferium Split Heaven The Fading Trouble U.K. Subs Engel Turisas Tracedawn Torment |

| Medieval Stage |                            |                     |                                        |
| Szerda         | Csütörtök                  | Péntek              | Szombat                                |
| Fejd Ragnaröek | Reincarnatus Cumulo Nimbus | Swashbuckle Ingrimm | Adorned Brood Rabenschrey Feuerschwanz |

## 2010
A Wacken Open Air 2010 augusztus 4-től, szerdától szombatig, augusztus 7-ig tartott. Fő fellépők voltak: Iron Maiden, Alice Cooper, Mötley Crüe és Slayer.
| Double Main Stage                                                    | | |
| Csütörtök                                                            | Péntek | Szombat |
| Skyline (speciális vendégekkel) Alice Cooper Mötley Crüe Iron Maiden | Dew-Scented Amorphis Orphaned Land Ill Niño Die Apokalyptischen Reiter BossHoss Endstille Kamelot Arch Enemy Grave Digger Slayer Anvil Corvus Corax | Ektomorf Caliban Unleashed Overkill Lock Up W.A.S.P. Immortal Edguy Cannibal Corpse Soulfly Fear Factory U.D.O. |

| Party Stage                                                                   |                                                          |
| Péntek                                                                        | Szombat                                                  |
| Suicidal Angels Job for a Cowboy Frei.Wild Voivod Tarja Turunen 1349 Atrocity | Smoke Blow Kampfar Delain Stratovarius Candlemass Tiamat |

| W.E.T. Stage | | | |
| Szerda | Csütörtök | Péntek | Szombat |
| Victims of Madness Void Creation† No Dawn† Snakebite† Raging Mob† Dymytry† By the Patient† Forever Storm† Battle Beast†‡ Frontal† Vice† Total Riot† Wistaria† Missing in Action† Penthagon† Soul Stealer† Mambo Kurt | Orcus O Dis† Seven Ends† Demolished† The Sixpounder† Prayers of Sanity† Altar† Vita Imana† Katana† Hathors† Cangaço† Black Out Beauty† Ghost Brigade MacBeth Crisix (Crysys) Gojira | Brutus Dead Means Nothing Skanners Astral Doors Hackneyed Mad Max The Other Eternal Legacy Evile Lizzy Borden Broilers Holy Grail Secrets of the Moon Ihsahn Imperium Dekadenz Raven | Nightmare The New Black Degradead Crucified Barbara End of Green Die Kassierer Metsatöll Varg Debauchery Solstafir Lake of Tears Rotting Christ Despised Icon Killing Machine The Devil's Blood |
| † - A Metal Battle 2010 finalistái ‡ - A Metal Battle 2010 győztese | | | |

| Wackinger Stage                                        |                                             |                                              |                            |
| Szerda                                                 | Csütörtök                                   | Péntek                                       | Szombat                    |
| Lord of the Lost Fiddler's Green Red Hot Chilli Pipers | Svartsot Sevron Vaxination Torfrock Hanggai | Letzte Instanz Schelmish DJ Cool Equilibrium | The Keltics Týr Orden Ogan |

| Red Bull Bus | Red Bull Bus                   | Bullhead City Tent | Bullhead City Tent    | Bullhead City Tent    |
| Szerda       | Csütörtök                      | Csütörtök          | Péntek                | Szombat               |
| 9mm          | Apocalyptica (meglepetés show) | Spit Like This     | The Circus of Horrors | The Circus of Horrors |

## 2011
A Wacken Open Air 2011 augusztus 4-től, csütörtöktől szombatig, augusztus 6-ig tartott. Fő fellépők voltak: Blind Guardian, Judas Priest, Ozzy Osbourne, Motörhead, Airbourne és Sepultura.
| Double Main Stage                                                                    | | |
| Csütörtök                                                                            | Péntek | Szombat |
| Skyline (vendégekkel) Bülent Ceylan Frei.Wild Helloween Blind Guardian Ozzy Osbourne | Ensiferum Suicidal Tendencies Morbid Angel Sodom As I Lay Dying Trivium Heaven Shall Burn Judas Priest Triptykon Airbourne Apocalyptica | Moonsorrow Crashdïet Kataklysm Dir en Grey Mayhem Iced Earth Sepultura Avantasia Kreator Motörhead Children of Bodom Subway to Sally |

| Party Stage                                                                 |                                                                         |
| Péntek                                                                      | Szombat                                                                 |
| Primal Fear Van Canto Rhapsody of Fire Morgoth Kyuss Lives! Saltatio Mortis | Visions of Atlantis The Haunted Knorkator Vreid Danko Jones Eläkeläiset |

| W.E.T. Stage | | | |
| Szerda | Csütörtök | Péntek | Szombat |
| Mother of God† Leash Eye† Dust Bolt† Hammercult†‡ Virginia Clemm† Death Clocks† Mortal Strike† Aphyxion† Noein† Atrum† Voltax† Paralytic† Eccentric Pendulum† Nekrost† Powerstroke† Mambo Kurt | Tanker† Sacramental† Seven Stitches† Achren† Exquisite Pus† Golem† Rude Revelation† X-Tinxion† Coldwar† Bucovina† Aeon Throne† Omnicide† Battle Beast Pneuma | Pharao Volcano Pussy Sister Skálmöld The Prophecy 23 Khold Negator Deadlock Blowsight Suidakra Sirenia Tsujder Accuser Skindred Slime Shraphead | The Murder of My Sweet Triosphere Hellsaw Torture Squad Stormzone Hämatom Shining Skeletonwitch In Solitude Warrant Blowsight Hail of Bullets Tokyo Blade Venomin James Ghost Tauthr |
| † - A Metal Battle 2011 finalistái ‡ - A Metal Battle 2011 győztese | | | |

## 2012
A Wacken Open Air 2012 augusztus 2-től, csütörtöktől szombatig, augusztus 4-ig tartott.
| Double Main Stage                                                           | | |
| Csütörtök                                                                   | Péntek | Szombat |
| Skyline† Jim Breuer Sepultura & Les Tambours du Bronx U.D.O.† Saxon Volbeat | Endstille Sacred Reich Sanctuary Kamelot Overkill The BossHoss Opeth HammerFall Dimmu Borgir & Orchestra In Flames In Extremo D-A-D | Delain Gamma Ray Napalm Death Axel Rudi Pell Six Feet Under Testament Cradle of Filth Amon Amarth Scorpions Machine Head Ministry Edguy |
| † - Vengégekkel                                                             | | |

| Party Stage                                            |                                                                        |
| Péntek                                                 | Szombat                                                                |
| Betontod Oomph! Broilers Coroner Leaves' Eyes Athonite | Suffocated Paradise Lost Sick Of It All Dark Funeral Schandmaul Watain |

| Bullhead City Circus | | | |
| Szerda | Csütörtök | péntek | Szombat |
| Inquisitor† Victims of Madness Rust2Dust† Fateful Finality† RavenBlood† Gothic† Midnight Priest† Electric Hellride† Lord Shades† Ease of Disgust† Cold Snap† Gone Postal† Helmut† Devil's Note† MindthreaT† Shredhead† Hamferð†‡ Rain Shatter† Zygnema† Epsilon† Opifex† Frantic Amber† Disquiet† Corpse Garden† Warpath† Mambo Kurt | Russkaja Faanefjell† Dead by April Exuviated† Wölli & Die Band Des Jahres Hone Your Sense† Kellermensch The Falling† Winterstorm Amaranthe Hammercult Keule Chthonic Channel Zero Unearth Circle II Circle Mono Inc. | FDJ Yaksa Warbringer Liquid Meat Crimes of Passion Darkest Hour The Black Dahlia Murder Graveyard Decapitated Red Fang D.R.I. We Butter the Bread with Butter Jim Breuer Gehenna Aura Noir Kobra and the Lotus Insomnium Ghost Brigade | Agro Eschenbach Manticora Manimals Massacre WETO Kylesa Megaherz Moonspell (akusztik) Sylosis Nasum Djerv Warrior Soul Suicide Silence Dio Disciples Riotgod Winterfylleth Leningrad Cowboys |
| † - A Metal Battle 2012 finalistái ‡ - A Metal Battle 2012 győztese | | | |

| Wackinger Stage                         |                                                        |                                          |                                                            |
| Szerda                                  | Csütörtök                                              | Péntek                                   | Szombat                                                    |
| Russkaja Saor Patrol Vogelfrey Santiano | Santiano Saor Patrol Vogelfrey Panteón Rococó Torfrock | Saor Patrol Vogelfrey Eisenherz Russkaja | Santiano Ingrimm Vogelfrey Russkaja Diablo Swing Orchestra |

## 2013
A Wacken Open Air 2013 augusztus 1-től, csütörtöktől szombatig, augusztus 3-ig tartott.
| Double Main Stage | | |
| Csütörtök | Péntek | Szombat |
| Skyline Annihilator Thunder Deep Purple Rammstein                                                                             | Neaera Tristania Gojira Powerwolf Ihsahn Pretty Maids Agnostic Front Sabaton Motörhead† Doro ASP Grave Digger | Callejon Fear Factory Die Apokalyptischen Reiter Lamb of God Anthrax Danzig Trivium Alice Cooper Nightwish‡ Lingua Mortis Orchestra & Rage Subway to Sally |
| † - Rövidített koncert Lemmy Kilmister egészségügyi problémái miatt. ‡ - Koncert felvéve és kiadva Showtime, Storytime néven. | | |

| Party Stage                                                     |                                                          |
| Péntek                                                          | Szombat                                                  |
| Russkaja Eisbrecher Ugly Kid Joe Soilwork Corvus Corax Amorphis | Alestorm Sonata Arctica DevilDriver Candlemass Meshuggah |

| Bullhead City Circus | | | |
| Szerda | Csütörtök | Péntek | Szombat |
| Harpyie Victims of Madness Spring and Autumn Chronosphere J.T. Ripper SIC An Apple a Day Infanteria Nine Treasures BackJumper Overoth Asthma Vengha Rotten State Crimson Shadows Ophidian I Kill With Hate Midnight Scream Count to Six Trallery Devoid Utopium GOD: The Barbarian Horde Karma Zero Mambo Kurt | Russkaja La Chudra Behold the Grave Rotten Souls Gnida Mysterious Priestess Industrial City Cancelled Eskimo Callboy 9mm Haggard Soulless Alpha Tiger Die Kassierer Ragnarok Dezperadoz | Benighted Eat the Gun Stahlmann Nachtblut Naglfar Dr. Living Dead! Kamikaze Kings Black Messiah Mustasch Heaven's Basement Legion of the Damned Whitechapel Leprous Anvil Uli Jon Roth Bullet | Hate Squad Chrome Molly Run Liberty Run Null DB Spitfire Dew-Scented Secret Sphere Serum 114 Rebattered Emergency Gate Fozzy Dunderbeist Kärbholz Kryptos Hardcore Superstar Suidakra |

| Wackinger Stage                                                     |                                                   |                                                                                     |                                                                                      |
| Szerda                                                              | Csütörtök                                         | Péntek                                                                              | Szombat                                                                              |
| Impius Mundi Pampatut Coppelius Fejd Feuerschwanz Russkaja Santiano | Pampatut Feuerschwanz Rabenschrey Versengold Faun | Harpyie Impius Mundi Mr. Hurley & Die Pulveraffen Pampatut Ignis Fatuu Feuerschwanz | Harpyie Pampatut Mr. Hurley & Die Pulveraffen Impius Mundi Feuerschwanz Finsterforst |

## 2014
A Wacken Open Air 2014 július 31-től, csütörtöktől szombatig, augusztus 2-ig tartott.
| Double Main Stage                                           | | |
| Csütörtök                                                   | Péntek | Szombat |
| Skyline Bülent Ceylan HammerFall Steel Panther Saxon Accept | Chthonic Skid Row Endstille Five Finger Death Punch Bring Me the Horizon Heaven Shall Burn Children of Bodom Apocalyptica & Orchestra Motörhead Slayer King Diamond W.A.S.P. | Arch Enemy Sodom Behemoth Devin Townsend Project Emperor Amon Amarth Megadeth Avantasia Kreator Schandmaul |

| Party Stage |                                                                         |
| Péntek | Szombat                                                                 |
| Russkaja Knorkator Hellyeah Santiano Carcass Saltatio Mortis                                                                      | Prong August Burns Red Hatebreed J.B.O. Van Canto & speciális vendégek† |
| † - A fellépésen speciális vendégek is részt vettek: Tarja Turunen, Victor Smolski, Chris Boltendahl, Andre Matos és Jörg Michael |                                                                         |

## 2015
A Wacken Open Air 2015 július 30-tól, csütörtöktől szombatig, augusztus 1-ig lesz megtartva. Az összes jegy elfogyott rá.
Eddig bejelentett fellépők: Amorphis, Black Label Society, Cannibal Corpse, Death Angel, Ensiferum, In Extremo, In Flames, Judas Priest, Kataklysm, Khold, Powerwolf, Rob Zombie, Running Wild, Sabaton, Savatage (13 év szünet utáni újjáalapítás), Sepultura, The BossHoss, Thyrfing, Trans-Siberian Orchestra, U.D.O.

## Wacken Rocks

### 2009

#### Wacken Rocks South
2009 augusztus 27–29.: 9mm, Agathodaimon, Age of Evil, Alestorm, AM/FM, Axxis, Bai Bang, Chrome Molly, Cripper, Debauchery, Der W, Dezperados, Doro, Drone, Edguy, Eisbrecher, Fatal Smile, Feuerschwanz, Five and the Ted One, Flotsam & Jetsam, Frei.Wild, Girlschool, Grave Digger, Hämatom, Hank III & Assjack, Heaven Shall Burn, Herman Frank Band, In Extremo, Krypteria, The New Black, Parity Boot, SAHG, Secrets of the Moon, Slayer, Stainless Steel, Stratovarius, Suidakra, Tribe, U.D.O., Volbeat, Warpath

#### Wacken Rocks Seaside
2009 augusztus 28–30.: Age of Evil, Agathodaimon, Alestorm, Axxis, Bai Bang, Cripper, Debauchery, Der W, Dezperadoz, Dirty Deeds, Doro, Edguy, Eisbrecher, Fatal Smile, Five and the Red One, Flotsam & Jetsam, Frei.Wild, Girlschool, Hank III, Herman Frank Band, Heaven Shall Burn, In Extremo, J.B.O, Kneipenterroristen, Krypteria, Mob Rules, Ohrenfeindt, Parity Boot, SAHG, Secrets of the Moon, Slayer, Stratovarius, Suidakra, Glitter, Torfrock, Tribe, U.D.O, Victims of Madness, Volbeat, Warpath